# Municipalità di Tianeti
La municipalità di Tianeti (in georgiano თიანეთის მუნიციპალიტეტი?) è una municipalità georgiana di Mtskheta-Mtianeti.
Nel censimento del 2002 la popolazione si attestava a 14 014 abitanti. Nel 2014 il numero risultava essere 9 468.
La cittadina di Tianeti è il centro amministrativo della municipalità, la quale si estende su un'area di 906 km².

## Popolazione
Dal censimento del 2014 la municipalità risultava costituita da:
- Georgiani, 99,4%
- Osseti, 0,2%
- Russi, 0,15%
- Armeni, 0,1%

## Monumenti e luoghi d'interesse
- Tianeti
- Chiesa di Bochorma